# Campionati europei di nuoto in vasca corta 2011 - 1500 metri stile libero maschili
La gara dei 1500 metri stile libero maschili degli europei di Stettino 2011 si è svolta il 10 dicembre  2011. La gara si è disputata in un turno unico in tre batterie, quelle lente (con i tempi di accesso più alti) si sono svolte la mattina, quella veloce (con i tempi di accesso più bassi) nel pomeriggio.

## Medaglie
| Posizione | Atleta              | Paese     |
| --------- | ------------------- | --------- |
| Oro       | Mateusz Sawrymowicz | Polonia   |
| Argento   | Mads Glæsner        | Danimarca |
| Bronzo    | Sergiy Frolov       | Ucraina   |

## Risultati
| Pos. | Atleta               | Nazionalità   | Tempo    | Batteria | Corsia |
| ---- | -------------------- | ------------- | -------- | -------- | ------ |
| 1    | Mateusz Sawrymowicz  | Polonia       | 14'29”81 | 2        | 6      |
| 2    | Mads Glæsner         | Danimarca     | 14'29”88 | 3        | 4      |
| 3    | Sergiy Frolov        | Ucraina       | 14'35”22 | 3        | 2      |
| 4    | Rocco Potenza        | Italia        | 14'36”31 | 3        | 3      |
| 5    | Pál Joensen          | Fær Øer       | 14'37”83 | 3        | 0      |
| 6    | Job Kienhuis         | Paesi Bassi   | 14'39”01 | 3        | 6      |
| 7    | Matteo Furlan        | Italia        | 14'43”74 | 3        | 1      |
| 8    | Anthony Pannier      | Francia       | 14'44”54 | 1        | 2      |
| 9    | Gergely Gyurta       | Ungheria      | 14'48”53 | 3        | 5      |
| 10   | Damien Joly          | Francia       | 14'51”78 | 2        | 2      |
| 11   | Alexey Solpekovskiy  | Russia        | 14'52”42 | 3        | 7      |
| 12   | Evgeny Kulikov       | Russia        | 14'55”06 | 3        | 8      |
| 13   | Christian Kubosch    | Germania      | 14'56”57 | 3        | 9      |
| 14   | Gergő Kis            | Ungheria      | 14'57”28 | 1        | 6      |
| 15   | Daniel Fogg          | Gran Bretagna | 14'58”10 | 1        | 3      |
| 16   | Christian Scherübl   | Austria       | 15'02”36 | 2        | 5      |
| 17   | Antonio Arroyo Perez | Spagna        | 15'02”69 | 2        | 1      |
| 18   | Anders Lie           | Danimarca     | 15'05”07 | 2        | 4      |
| 19   | Uladzimir Zhyharau   | Bielorussia   | 15'05”93 | 2        | 3      |
| 20   | Przemysław Stańczyk  | Polonia       | 15'08”59 | 1        | 5      |
| 21   | Stefan Sorak         | Serbia        | 15'08”73 | 2        | 7      |
| 22   | Richárd Nagy         | Slovacchia    | 15'13”88 | 2        | 9      |
| 23   | Jovan Mitrovic       | Svizzera      | 15'15”53 | 2        | 8      |
| 24   | Anton Goncharov      | Ucraina       | 15'18”87 | 2        | 0      |
| 25   | Nezir Karap          | Turchia       | 15'24”22 | 1        | 4      |